# Brämön

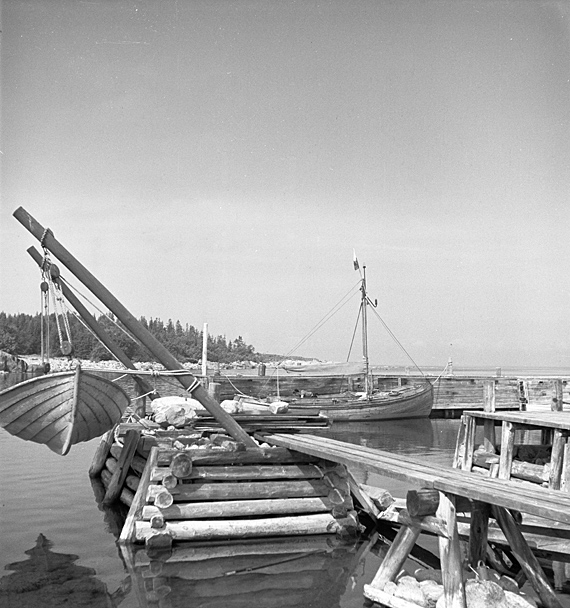
Brämön

Brämön är en ö i Njurunda socken, söder om Sundsvall.
Ön är 5 km lång och 3 km bred och har en yta av 1 100 hektar. Brämöns högsta punkt är Tomasberget, 73 meter över havet. Brämön skiljs från fastlandet av det cirka 2 km breda Brämösundet. Närmsta hamn på fastlandet är Lörudden. Brämön är en så kallad kronoholme och förvaltas av Statens fastighetsverk.

## Geografi
Det finns två samhällen på Brämön. Sanna ligger på öns västsida och blickar mot fastlandet. Sanna är en före detta lotsplats med 15 fritidshus. Många av dem som bor på Sanna är ättlingar till de lotsar som arbetade på Brämön. Sanna är det naturliga målet för seglare då där finns en stor kaj med en bra gästhamn. Kajen är för närvarande i behov av reparation och ägaren Statens Fastighetsverk har därför stängt av dess yttre del tills vidare.
Norrhamn ligger som namnet antyder på öns norra del och innehåller öns äldsta bebyggelse. Norrhamn består av de gamla fiskelägena Hamn och Viken med ett 40-tal hus, som är väl bevarade och numera kulturmärkta. Fiskestugorna och fyrvaktarbostäderna används idag som fritidsbostäder. Fiskestugorna står tätt med kokhusen uppåt och svalen ned mot havet. Av de nuvarande fiskestugorna torde de äldsta vara från tidigt 1700-tal. I Norrhamn finns Brämöns kapell, och öster därom ligger Brämö fyrplats som uppfördes 1859.
De båda samhällena är sammanlänkade via en gångstig som går tvärs över ön.
Söder om ön ligger Brämö Kalv (vanligen benämnd Kalven), en liten ö som separeras från huvudön av det smala Kalvsundet. I Kalvsundet finns 2 fina sandstränder på Brämösidan. Kalven befolkades tidigt av fiskare, men idag finns det liksom på Brämön endast sommarstugor kvar.

## Historia

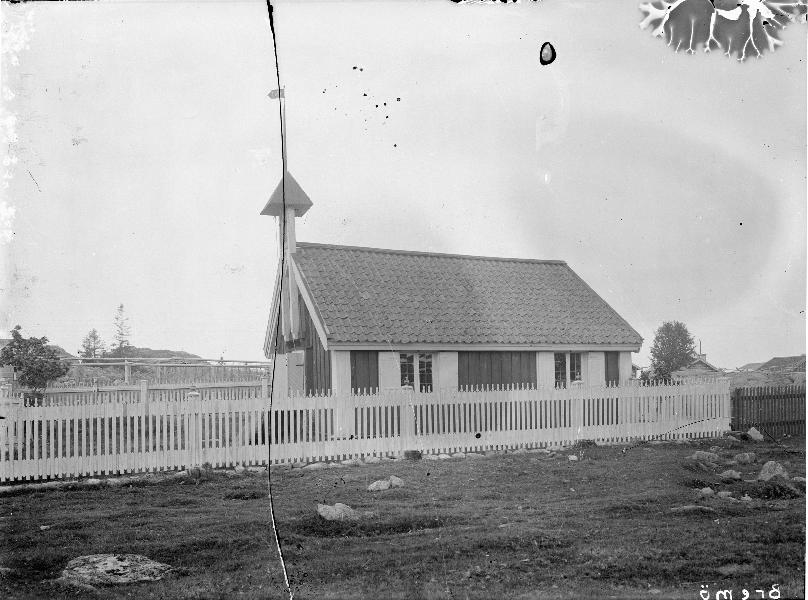
Brämöns kapell

Brämön omnämns redan i en urkund från 1477 för sina notfiskeplatser. Norrhamn blev sedermera en fiskeplats för Gävlefiskarna, som även uppförde kapellet i början av 1600-talet. I kapellet finns bland annat en predikstol från 1674 och ett antal tavlor. Kyrkogården invigdes 1842.
Skola på Brämön fanns under åren 1908–1930, dock endast de år då elevantalet uppgick till minst sex elever.

## Natur och fauna
Förekomster av kalkstensblock från silurberggrunden under Bottenhavet öster om Brämön har medfört en rik och varierad flora. Här finns 16 orkidéarter och minst 3 hybrider. Dit hör ängsnycklar, sumpnycklar, Jungfru Marie nycklar samt myggblomster.
Över 450 arter av kärlväxter (det vill säga fanerogamer och kärlkryptogamer) har noterats på Brämön.
Exempel på sällsynta växter i fyra huvudgrupper på Brämön: 
- Skog: skogsfru, skogsknipprot, tvåblad, nästrot, tallört, skogsnycklar
- Myr: kärrbräken, sumpnycklar, småsileshår, blodnycklar, brunag, ängsnycklar
- Kulturmarker: backlök, råttsvans, lundtrav, darrgräs, dvärgvårlök
- Havsstrand: vildlin, vejde, smalfräken, trådfräken, fjällnejlika

På Brämön finns bland annat hare, räv, älg, rådjur, ekorre, vessla, snok och huggorm. Det finns även en mycket stor fågelfauna, med havsörn, fiskgjuse, tjäder och orre. Näktergal häckar i området.
År 1908 bedrev kung Gustaf V älgjakt på Brämön, bytet blev 15 älgar. Idag sker begränsad älgjakt på grund av höga cesiumvärden efter Tjernobylkatastrofen.
Av funna renhorn kan man förstå att samerna haft sina renar på Brämön på vinterbete. År 1900 fanns 800 renar på ön. Senaste strörenen observerades maj-juni 2012 på Brämön.
Större delen av Brämön är ett naturreservat sedan mars 2004. Undantagna är Sanna och Brämöhamn. Ön ingår även i Natura 2000 som är ett nätverk av värdefulla naturområden som byggts upp inom EU. Syftet är att bidra till bevarandet av den biologiska mångfalden. Sverige har nu föreslagit 3 453 områden och där ingår bland andra Brämön.